# Dendrobium pleianthum
Dendrobium pleianthum är en orkidéart som beskrevs av Rudolf Schlechter. Dendrobium pleianthum ingår i släktet Dendrobium, och familjen orkidéer. Inga underarter finns listade i Catalogue of Life.